# Gigantocypris
Gigantocypris là một chi trong họ Cypridinidae. So với các thành viên trong lớp Ostracoda, nó là loài có kích thước lớn. Sinh vật này có màu đỏ da cam khi phản chiếu ánh sáng, sống ở độ sâu 900-1,300m nơi không có ánh sáng mặt trời tự nhiên. Điều đặc biệt là nó có một đôi mắt có tỷ lệ rất lớn.

## Các loài
Có 6 loài được ghi nhận
- Gigantocypris agassizii G. W. Müller, 1895
- Gigantocypris australis Poulsen, 1962
- Gigantocypris danae Poulsen, 1962
- Gigantocypris dracontovalis Cannon, 1940
- Gigantocypris muelleri Skogsberg, 1920
- Gigantocypris pellucida G. W. Müller, 1895